# Dilsher Shanky
Gurvinder Singh Malhotra (Jagadhri, 19 giugno 1991) è un wrestler indiano.
È un ex-attore di Bollywood. È noto maggiormente per i suoi trascorsi nella Continental Wrestling Entertainment tra il 2015 e il 2020, dove ha vinto due volte il CWE Heavyweight Championship, e in WWE dal 2020 al 2023.

## Carriera

### Continental Wrestling Entertainment (2015–2020)
Shanky iniziò la sua carriera all'età di 24 anni nella Continental Wrestling Entertainment nel 2015.

### WWE (2020–2023)

#### Alleanza con Jinder Mahal (2020–2023)
Il 29 gennaio 2020, Singh firmò un contratto con la WWE. Il 22 gennaio 2021, a Superstar Spectacle, Singh, sotto il ring name Dilsher Shanky, fece coppia con Giant Zanjeer, Rey Mysterio e Ricochet sconfiggendo Cesaro, Dolph Ziggler, King Corbin e Shinsuke Nakamura. Il 10 maggio, a Raw, Shanky, assieme a Veer, accompagnò Jinder Mahal nel suo match contro Jeff Hardy dove Mahal trionfò. Il 4 ottobre, per effetto del Draft, Shanky e Mahal passarono al roster di SmackDown. Il 21 novembre, a Survivor Series, Shanky prese parte ad una Battle Royal dedicata a The Rock ma venne eliminato. Nella puntata di SmackDown del 26 novembre Shanky prese parte una Battle Royal per determinare il contendente n°1 all'Universal Championship di Roman Reigns ma venne eliminato. Nella puntata di SmackDown del 24 dicembre Shanky partecipò ad un Gauntlet match per determinare il contendente n°1 all'Intercontinental Championship di Shinsuke Nakamura ma, dopo aver eliminato Angel, venne eliminato da Ivar. Nella puntata di SmackDown del 14 gennaio Shanky e Jinder Mahal presero parte ad un Fatal 4-Way Tag Team match per determinare i contendenti n°1 allo SmackDown Tag Team Championship degli Usos che comprendeva anche Cesaro e Mansoor, i Los Lotharios (Angel e Humberto) e i Viking Raiders ma il match venne vinto da questi ultimi. Nella puntata di SmackDown del 1º aprile Shanky prese parte all'annuale André the Giant Memorial Battle Royal ma venne eliminato da Commander Azeez e da altri atleti. Nella puntata di SmackDown del 29 aprile Shanky affrontò Ricochet per l'Intercontinental Championship ma venne sconfitto. A partire dalla puntata di SmackDown del 27 maggio Shanky iniziò a ballare prima e dopo i suoi incontri, nonostante la disapprovazione di Mahal, effettuando un possibile turn face.
Successivamente, dopo giugno 2022, Shanky scomparve dalle scene e nel Draft 2023 non venne scelto per alcun roster.
Il 21 settembre 2023 venne licenziato dalla WWE, insieme a molti altri colleghi.

## Personaggio

### Mosse finali
- Forward fireman's carry slam

### Soprannomi
- "Skyscraping"

### Musiche d'ingresso
- Sher (Lion) di Jim Johnston (2020–2022; usata in coppia con Jinder Mahal)
- Vari Vari dei def rebel (2022; usata in coppia con Jinder Mahal)

## Titoli e riconoscimenti
- Continental Wrestling Entertainment
  - CWE Heavyweight Championship (2)

## Filmografia
- Bharat, regia di Ali Abbas Zafar (2019)